# Metynnis
Metynnis és un gènere de peixos de la família dels caràcids i de l'ordre dels caraciformes.

## Taxonomia
- Metynnis altidorsalis (Ahl, 1923)[2]
- Metynnis argenteus (Ahl, 1923)[2]
- Metynnis cuiaba (Pavanelli, Ota & Petry, 2009)[3]
- Metynnis fasciatus (Ahl, 1931)[4]
- Metynnis guaporensis (Eigenmann, 1915)[5]
- Metynnis hypsauchen (Müller & Troschel, 1844)[6]
- Metynnis lippincottianus (Cope, 1870)[7]
- Metynnis longipinnis (Zarske & Géry, 2008)[8]
- Metynnis luna (Cope, 1878)[9]
- Dòlar d'argent maculat (M. maculatus) (Kner, 1858)[10]
- Metynnis mola (Eigenmann & Kennedy, 1903)[11]
- Metynnis orinocensis (Steindachner, 1908)[12]
- Metynnis otuquensis (Ahl, 1923)[2]
- Metynnis polystictus (Zarske & Géry, 2008)[8][13][14][15][16][17][18][19]